# Нуньес, Хуан Карлос
Хуан Карлос Нуньес Ороско (исп. Juan Carlos Núñez Orozco; родился 18 апреля 1983 года, Гвадалахара, Мексика) — мексиканский футболист, выступавший на позиции защитника. Наиболее известен как игрок мексиканского клуба «Тихуана». Является рекордсменом клуба по количеству сыгранных матчей.

## Клубная карьера
Нуньес — воспитанник клуба «Толука». Он долгое время не мог пробиться в основной состав из-за высокой конкуренции, поэтому выступал за фарм-клуб «Атлетико Мексикансе». В составе резервной команды Хуан провёл более 100 матчей. 14 августа 2004 года в матче против «Некаксы» он дебютировал в чемпионате Мексики. Нуньес так и не смог выиграть конкуренцию за место в основе и в 2008 году перешёл в «Тихуану». 3 августа в матче против «Ирапуато» он дебютировал за клуб в Лиге Ассенсо. 1 ноября в поединке против «Ла-Пьедад» Хуан забил свой первый гол за «Тихуану». В 2011 году Нуньес помог команде впервые в истории выйти в элиту. 7 августа в матче против «Сантос Лагуна» он дебютировал за команду на высшем уровне. В 2012 году он помог клубу впервые в истории выиграть чемпионат. В 2016 году Нуньес 227 матч в составе «Тихуаны» и побив рекорд Хавьера Гандольфи по количеству игр за клуб.

## Достижения
Командные
 «Тихуана»
- Чемпионат Мексики по футболу — Апертура 2012